# Ramus zygomatici nervi facialis

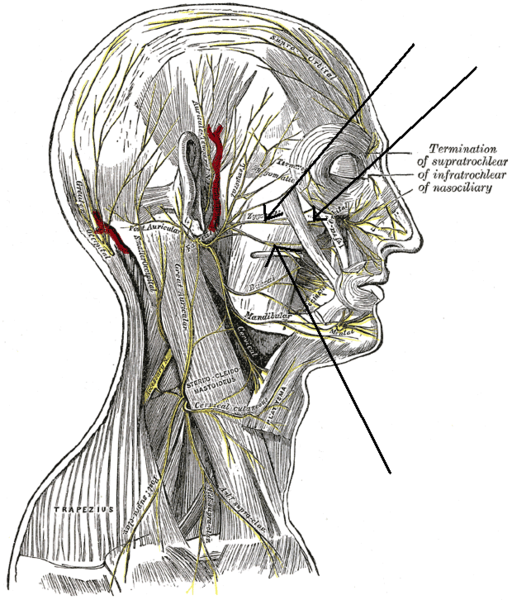
Az fej idegei (a nyilak mutatják az idegek futását)

A ramus zygomatici nervi facialis a nervus facialis ága. Keresztülfut a járomcsonton (os zygonmaticus) a szemüreg (orbita) külső részénél, ahol a szem körüli izom (musculus orbicularis oculi) van, és ahol a nervus lacrimalis és a ramus zygomaticofacialis nervi zygomatici egyesül a nervus maxillaris-szal.

## Külső hivatkozások
- Kép Archiválva 2008. augusztus 21-i dátummal a Wayback Machine-ben
- Kép